# Uno H. Eliasson
Uno Håkan Eliasson (1939) es un profesor, micólogo, y botánico sueco, que ha desarrollado extensas expediciones botánicas por Galápagos, y Ecuador. Es profesor emérito de la Universidad de Gotemburgo.

## Algunas publicaciones
- 2012. Coprophilous myxomycetes: Recent advances and future research directions. Fungal Diversity 59: 85-90 DOI 10.1007/s13225-012-0185-6
- 2012. Myxomyceter (Myxogastria) – allmänt om biologi, artbegrepp och inbördes fylogenetiska samband samt kort historik över inventering av arter I Sverige. (Myxogastria; biología, concepto de especie y las interrelaciones, con una breve historia del inventario de especies en Suecia) Svensk Mykologisk Tidskrift 33: 50-61 (en sueco y resumen en inglés)
- 2012. Slemsvampar (Mycetozoa), en allmän översikt (Los hongos gelatinosos (Mycetozoa), visión general.) Svensk Mykologisk Tidskrift 33: 9-15 (en sueco y resumen en inglés)
- 2011. Progress and challenges in the taxonomic research on Myxomycetes. Inaugural lecture. 7º International Congress on the Systematics and Ecology of Myxomycetes (ICSEM7), Recife, Brasil. Abstracts vol. 20 – 34
- 2004. The evolutionary patterns of the plant family Amaranthaceae on the Galápagos and Hawaiian Islands. J. of the Torrey Bot. Soc. 131: 105-109
- 1993. 35A. Phytolaccaceae. 46: 1–43. En G. W. Harling & B. B. Sparre (eds.) Fl. Ecuador. Univ. de Göteborg y Museo Sueco de Historia Natural, Göteborg & Estocolmo
- 1990. Species of Amaranthaceae in the Galápagos Islands and their affinities to species on the South American mainland. En Lawesson, J. E., Hamann, O., Rogers, G., Reck, G. & Ochoa, H. (eds.) Botanical Research and Management in Galápagos. Monographs in Systematic Botany from the Missouri Botanical Garden 32: 29—33